# Monumenta Germaniae Paedagogica

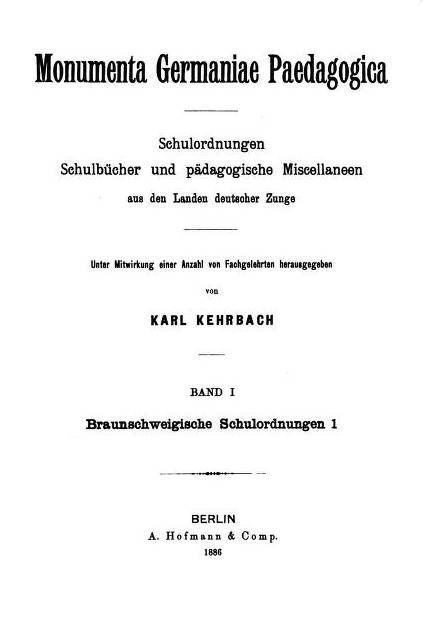
Monumenta Germaniae Paedagogica (Band I, 1886)

Die Monumenta Germaniae Paedagogica (MGP; lateinisch für „Pädagogische Denkmale Deutschlands“) sind eine wissenschaftlich bearbeitete Editionsreihe historischer Dokumente zur deutschen Pädagogik.
Ihr Titelzusatz lautet Schulordnungen, Schulbücher und pädagogische Miscellaneen aus den Landen deutscher Zunge. Es ist eine unter Mitwirkung einer Anzahl Fachgelehrter von Karl Kehrbach (1846–1905) herausgegebene Reihe, von dem sie auch begründet wurde. Sie erschien seit 1886 zunächst bei Hofmann, Berlin, ab Band 46 (1910) bei Weidmann, Berlin. Insgesamt erschienen bis 1938 62 Bände.  Ab Band 35 (1906) wurde sie von der Gesellschaft für deutsche Erziehungs- und Schulgeschichte herausgegeben.

## Bände
- Band 1: Friedrich Koldewey: Braunschweigische Schulordnungen von den ältesten Zeiten bis zum Jahre 1828. Hofmann, Berlin 1886
- Band 2: Georg Michael Pachtler: Ratio studiorum et institutiones scholasticae societatis Jesu per Germaniam olim vigentes. 1: Ab anno 1541 ad annum 1599. Hofmann, Berlin 1887
- Band 3: Siegmund Günther: Geschichte des mathematischen Unterrichts im deutschen Mittelalter bis zum Jahre 1525. Hofmann, Berlin 1887
- Band 4: Joseph Theodor Müller: Die Deutschen Katechismen der böhmischen Brüder : mit kirchen- und dogmengeschichtlichen Untersuchungen und einer Abhandlung über das Schulwesen der böhmischen Brüder. Hofmann, Berlin 1887
- Band 5: Georg Michael Pachtler: Ratio studiorum et institutiones scholasticae societatis Jesu per Germaniam olim vigentes. 2: Ratio studiorum ann. 1586. 1599. 1832. Hofmann, Berlin 1887
- Band 6: Friedrich Teutsch: Die siebenbürgisch-sächsischen Schulordnungen. 1: 1543–1778. Hofmann, Berlin 1888
- Band 7: Karl Hartfelder: Philipp Melanchthon als Praeceptor Germaniae. Hofmann, Berlin 1889
- Band 8: Friedrich Koldewey: Braunschweigische Schulordnungen von den ältesten Zeiten bis zum Jahre 1828. 2: Schulordnungen des Herzogtums Braunschweig (mit Ausschluss der Hauptstadt des Landes). Hofmann, Berlin 1890
- Band 9: Georg Michael Pachtler: Ratio studiorum et institutiones scholasticae societatis Jesu per Germaniam olim vigentes. 3: Ordinationes Generalium et ordo Studiorum generalium ab anno 1600 ad annum 1772. Hofmann, Berlin 1890
- Band 10: Bernhard von Poten: Geschichte des Militär-Erziehungs- und Bildungswesens in den Landen deutscher Zunge 1: Allgemeine Übersicht, Baden, Bayern, Braunschweig, Colmar. Hofmann, Berlin 1889
- Band 11: Bernhard von Poten: Geschichte des Militär-Erziehungs- und Bildungswesens in den Landen deutscher Zunge 2: Hannover, Hessen-Cassel, Hessen-Darmstadt, Hessen-Hanau, Mecklenburg-Schwerin, Münster, Nassau, Oldenburg. Hofmann, Berlin 1891
- Band 12: Alexander de Villa Dei: Das Doctrinale des Alexander de Villa-Dei. Kritisch-exegetische Ausgabe. Bearbeitet von Dietrich Reichling. Hofmann, Berlin 1893 Digitalisate
- Band 13: Friedrich Teutsch: Die siebenbürgisch-sächsischen Schulordnungen. 2: 1782–1883. Hofmann, Berlin 1892
- Band 14: Friedrich Schmidt: Geschichte der Erziehung der Bayerischen Wittelsbacher von den frühesten Zeiten bis 1750. Hofmann, Berlin 1892
- Band 15: Bernhard von Poten: Geschichte des Militär-Erziehungs- und Bildungswesens in den Landen deutscher Zunge 3: Österreich. Hofmann, Berlin 1893
- Band 16: Georg Michael Pachtler: Ratio studiorum et institutiones scholasticae societatis Jesu per Germaniam olim vigentes. 4: Complectens monumenta quae pertinent ad gymnasia, convictus (1600–1773) itemque ad rationem studiorum (anno 1832) recognitam. Hrsg. von Bernhard Duhr. Hofmann, Berlin 1894
- Band 17: Bernhard von Poten: Geschichte des Militär-Erziehungs- und Bildungswesens in den Landen deutscher Zunge 4: Preussen. Hofmann, Berlin 1896
- Band 18: Bernhard von Poten: Geschichte des Militär-Erziehungs- und Bildungswesens in den Landen deutscher Zunge 5: Sachsen, Schaumburg-Lippe, Schleswig-Holstein, Schweiz, Königreich Westfalen, Württemberg. Hofmann, Berlin 1897 
  - Band 18. Register. Hofmann, Berlin 1900
- Band 19: Friedrich Schmidt: Geschichte der Erziehung der Pfälzischen Wittelsbacher: Urkunden nebst geschichtlichem Überblick und Register. Hofmann, Berlin 1899
- Band 20: Ferdinand Cohrs: Die evangelischen Katechismusversuche vor Luthers Enchiridion. 1: Die evangelischen Katechismusversuche aus den Jahren 1522–1526. Hofmann, Berlin 1900
- Band 21: Ferdinand Cohrs: Die evangelischen Katechismusversuche vor Luthers Enchiridion. 2: Die evangelischen Katechismusversuche aus den Jahren 1527–1528. Hofmann, Berlin 1900
- Band 22: Ferdinand Cohrs: Die evangelischen Katechismusversuche vor Luthers Enchiridion. 3: Die evangelischen Katechismusversuche aus den Jahren 1528–1529. Hofmann, Berlin 1901
- Band 23: Ferdinand Cohrs: Die evangelischen Katechismusversuche vor Luthers Enchiridion. 4: Undatierbare Katechismusversuche und zusammenfassende Darstellung. Hofmann, Berlin 1902
- Band 24: Karl Brunner: Die Badischen Schulordnungen. 1: Die Schulordnungen der Badischen Markgrafschaften. Hofmann, Berlin 1902
- Band 25: August Israel: Pestalozzi-Bibliographie. 1: Die Schriften Pestalozzis. Hofmann, Berlin 1903
- Band 26: Johannes Kvačala: Die pädagogische Reform des Comenius in Deutschland bis zum Ausgange des XVII. Jahrhunderts. 1: Texte. Hofmann, Berlin 1903
- Band 27: Wilhelm Diehl: Die Schulordnungen des Großherzogtums Hessen. 1 : Die höheren Schulen der Landgrafschaft Hessen-Darmstadt: Die Texte. Hofmann, Berlin 1903
- Band 28: Wilhelm Diehl: Die Schulordnungen des Großherzogtums Hessen. 2 : Die höheren Schulen der Landgrafschaft Hessen-Darmstadt: Überblick über die Entwicklung des höheren Schulwesens, Texterläuterungen nebst Namen- und Sachregister. Hofmann, Berlin 1903
- Band 29: August Israel: Pestalozzi-Bibliographie. 2: Die Briefe Pestalozzis. Hofmann, Berlin 1904
- Band 30: Karl Wotke: Das österreichische Gymnasium im Zeitalter Maria Theresias. 1: Texte nebst Erläuterungen. Hofmann, Berlin 1905
- Band 31: August Israel: Pestalozzi-Bibliographie. 3: Schriften und Aufsätze über Pestalozzi. Hofmann, Berlin 1904
- Band 32: Johannes Kvačala: Die pädagogische Reform des Comenius in Deutschland bis zum Ausgange des XVII. Jahrhunderts. 2: Historischer Überblick, Bibliographie, Namen- und Sachregister. Hofmann, Berlin 1904
- Band 33: Wilhelm Diehl: Die Schulordnungen des Großherzogtums Hessen. 3: Das Volksschulwesen der Landgrafschaft Hessen-Darmstadt. Hofmann, Berlin 1905
- Band 34: Georg Schuster, Friedrich Wagner: Die Jugend und Erziehung der Kurfürsten von Brandenburg und Könige von Preußen. 1: Die Kurfürsten Friedrich I. und II., Albrecht, Johann, Joachim I. und II. Hofmann, Berlin 1906
- Band 35: Hermann Gilow: Das Berliner Handelsschulwesen des 18. Jahrhunderts : im Zusammenhange mit den pädagogischen Bestrebungen seiner Zeit dargestellt. Hofmann, Berlin 1906
- Band 36: Friedrich Delbrueck: Die Jugend des Königs Friedrich Wilhelm IV. von Preußen und des Kaisers und Königs Wilhelm I. 1: 1800–1806. Herausgegeben von Georg Schuster.Hofmann, Berlin 1907
- Band 37: Friedrich Delbrueck: Die Jugend des Königs Friedrich Wilhelm IV. von Preußen und des Kaisers und Königs Wilhelm I. 2: 1806–1808. Herausgegeben von Georg Schuster.Hofmann, Berlin 1907
- Band 38: Heinrich Schnell: Das Unterrichtswesen der Grossherzogtümer Mecklenburg-Schwerin und Strelitz. 1 : Urkunden und Akten zur Geschichte des mecklenburgischen Unterrichtswesens: Mittelalter und das Zeitalter der Reformation. Hofmann, Berlin 1907
- Band 39: Ferdinand Cohrs: Die evangelischen Katechismusversuche vor Luthers Enchiridion. 4: Register. Hofmann, Berlin 1907
- Band 40: Friedrich Delbrueck: Die Jugend des Königs Friedrich Wilhelm IV. von Preußen und des Kaisers und Königs Wilhelm I. 3: 1808–1809. Herausgegeben von Georg Schuster.Hofmann, Berlin 1907
- Band 41: Georg Lurz: Mittelschulgeschichtliche Dokumente Altbayerns einschließlich Regensburgs. 1: Geschichtlicher Überblick und Dokumente bis zur Mitte des 16. Jahrhunderts. Hofmann, Berlin 1907
- Band 42: Georg Lurz: Mittelschulgeschichtliche Dokumente Altbayerns einschließlich Regensburgs. 2: Seit der Neuorganisation des Schulwesens in der zweiten Hälfte des 16. Jahrhunderts bis zur Säkularisation. Hofmann, Berlin 1908
- Band 43: Johannes Bolte: Andrea Guarnas Bellum grammaticale und seine Nachahmungen. Hofmann, Berlin 1908
- Band 44: Heinrich Schnell: Das Unterrichtswesen der Grossherzogtümer Mecklenburg-Schwerin und Strelitz. 2 : Urkunden und Akten zur Geschichte des mecklenburgischen Unterrichtswesens: Das siebzehnte und das achtzehnte Jahrhundert. Hofmann, Berlin 1909
- Band 45: Heinrich Schnell: Das Unterrichtswesen der Grossherzogtümer Mecklenburg-Schwerin und Strelitz. 3: Überblick über die geschichtliche Entwicklung des Unterrichtswesens. Hofmann, Berlin 1909
- Band 46: Paul Schwartz: Die Gelehrtenschulen Preußens unter dem Oberschulkollegium (1787–1806) und das Abiturientenexamen 1. Weidmann, Berlin 1910
- Band 47: Karl Reissinger: Dokumente zur Geschichte der humanistischen Schulen im Gebiet der Bayerischen Pfalz. 1: Historische Einleitung und Dokumente der bischöflichen Schulen in Speyer. Weidmann, Berlin 1910
- Band 48: Paul Schwartz: Die Gelehrtenschulen Preußens unter dem Oberschulkollegium (1787–1806) und das Abiturientenexamen 2. Weidmann, Berlin 1911
- Band 49: Karl Reissinger: Dokumente zur Geschichte der humanistischen Schulen im Gebiet der Bayerischen Pfalz. 2: Dokumente zur Geschichte der weltlichen Schulen in Zweibrücken, Speyer und kleineren Orten. Weidmann, Berlin 1911
- Band 50: Paul Schwartz: Die Gelehrtenschulen Preußens unter dem Oberschulkollegium (1787–1806) und das Abiturientenexamen 3. Weidmann, Berlin 1912
- Band 51: Otto Uttendörfer: Das Erziehungswesen Zinzendorfs und der Brüdergemeinde in seinen Anfängen. Weidmann, Berlin 1912
- Band 52: Julius Richter: Das Erziehungswesen am Hofe der Wettiner Albertinischer (Haupt-)Linie. Weidmann, Berlin 1913
- Band 53: Franz Zwerger: Geschichte der realistischen Lehranstalten in Bayern. Weidmann, Berlin 1914
- Band 54: Karl Knoke: Niederdeutsches Schulwesen : zur Zeit der franzoesisch-westfaelischen Herrschaft 1803–1813. Weidmann, Berlin 1915
- Band 55: Johann Loserth: Die protestantischen Schulen der Steiermark im sechzehnten Jahrhundert. Weidmann, Berlin 1916
- Band 56: Ferdinand Vollmer: Die Preußische Volksschulpolitik unter Friedrich dem Großen. Weidmann, Berlin 1918
- Band 57: Gustav Bauch: Valentin Trozendorf und die Goldberger Schule. Weidmann, Berlin 1921
- Band 58: Paul Schwartz: Der erste Kulturkampf in Preußen um Kirche und Schule : (1788–1798). Weidmann, Berlin 1925
- Band 59: Julius Richter: Geschichte der sächsischen Volksschule. Weidmann, Berlin 1930
- Band 60: Hans Ockel: Geschichte des höheren Schulwesens in Bayerisch-Schwaben während der vorbayerischen Zeit. Weidmann, Berlin 1931
- Band 61: Paul Krumbholz: Geschichte des Weimarischen Schulwesens. Weidmann, Berlin 1934
- Band 62: Gunnar Thiele: Allgemeine Voraussetzungen zur Geschichte der preußischen Lehrerseminare. Weidmann, Berlin 1938

## Beihefte
Beihefte: Weidmann, Berlin 1.1916 – 3.1928[?] 
- Band 1: Alfred Stolze: Die deutschen Schulen und die Realschulen der Allgäuer Reichsstädte bis zur Mediatisierung. Weidmann, Berlin 1916
- Band 2: Hans Loewe: Die Entwicklung des Schulkampfs in Bayern bis zum vollständigen Sieg des Neuhumanismus. Weidmann, Berlin 1917
- Band 3: Joseph Kopp: Der Neuhumanismus in der Pfalz. Weidmann, Berlin 1928